# 谢侠逊
谢宣（1888年10月1日—1987年12月22日），字侠逊，以字行。中國浙江省温州平阳县人。中國著名象棋和西洋棋国手、理论家和社会活动家。精通象棋、西洋棋，长胜不败，被誉为“棋界总司令”和“百岁棋王”。

## 生平
1916年，到《时事新报》发行部工作，并兼任该报《象棋》专栏编辑。1935年4月谢侠逊访问新加坡，在嘉东华侨游泳会遇上英军国际象棋冠军亨特的挑战，双方在表演赛中进行激战，谢大胜，场内华侨观众掌声不绝。1936年参加在沙面举行的中、英、美、德、奥五国银龙杯国际象棋赛，以胜十八局、负一局、和一局夺得冠军。曾任中國象棋協會副主席，爱国人士。

## 著作
谢侠逊致力於中國象棋棋谱的著述，著作有《国耻纪念象棋新谱》（与潘定思合著）、《象棋谱大全》、《新编象棋谱》、《南洋象棋专集》等。

## 稱號由來
其「棋壇總司令」的稱號，源於1927年，一篇由武進棋友費綿欽在上海《時事新報》所登的《滑稽總司令部職員姓氏表》，當中推舉謝俠遜為「總司令」。翌年謝俠遜發表了《滑稽通電》宣佈就職，登壇點將，羅列當時不少著名棋手的名字；1929年謝俠遜再登一篇《再擬棋壇司令部職員姓氏表》，名單增加了大批棋手。文章本身只是戲言，但就因為他在棋壇上的貢獻和聲譽贏得了稱號。

## 参阅
- 中国象棋
- 中国象棋大师
- 国际象棋
- 国际象棋大师

## 外部連結
- 屠景明憶謝俠遜
- 屠景明再談謝俠遜